# Synopsys
Synopsys, Inc. – amerykańska spółka publiczna branży informatyczno-elektronicznej z siedzibą w Sunnyvale, w Kalifornii.
Akcje spółki notowane są na giełdzie Nasdaq. Kapitalizacja giełdowa spółki w 2023 roku wyniosła 57 mld USD. Synopsys wchodzi w skład indeksów giełdowych S&P 500 oraz Nasdaq-100. W 2023 roku znalazł się na 1141. pozycji w opublikowanym przez Forbesa rankingu największych spółek publicznych na świecie Global 2000.
W 2022 roku przychód osiągnięty przez przedsiębiorstwo wyniósł 5,1 mld USD, zysk operacyjny – 1,2 mld USD, a zysk netto – 985 mln USD. Liczba pracowników wynosiła około 19 000, z czego 26% znajdowało się na terenie Stanów Zjednoczonych. Około 80% pracowników stanowią inżynierowie. Przedsiębiorstwo posiada biura w 30 krajach, m.in. w Chinach, na Tajwanie, w Korei Południowej i Armenii.

## Działalność
Podstawowym obszarem działalności przedsiębiorstwa jest opracowywanie rozwiązań informatycznych i świadczenie usług związanych z projektowaniem systemów elektronicznych, w tym: tworzenie i licencjonowanie oprogramowania służącego do projektowania i testowania układów scalonych (electronic design automation, EDA), projektowanie i licencjonowanie komponentów elektronicznych (tzw. IP block) wykorzystywanych jako podzespoły w złożonych systemach elektronicznych (m.in. w tzw. systemach na chipie, SoC) oraz tworzenie oprogramowania i sprzętu do walidacji kompletnych systemów elektronicznych. Osobną dziedziną jest tworzenie narzędzi programistycznych wykorzystywanych w procesie tworzenia oprogramowania w celu zapewnienia jego bezpieczeństwa, jakości oraz zgodności kodu źródłowego z postanowieniami licencyjnymi wykorzystanych w nim bibliotek (zbiorczo określanych „integralnością oprogramowania”, software integrity), a także świadczenie powiązanych usług. W 2022 roku 51% przychodu osiągniętego przez Synopsys pochodziło z działalności związanej z segmentem EDA, 39% pochodziło z licencjonowania komponentów i walidacji systemów elektronicznych, 9% pochodziło z segmentu integralności oprogramowania, a 1% z innych źródeł. Klientami są głównie inne przedsiębiorstwa branży elektronicznej.
Do głównych konkurentów przedsiębiorstwa należą Cadence Design Systems oraz Siemens EDA (dawniej Mentor Graphics).

## Historia
Przedsiębiorstwo założone zostało w 1986 roku przez Aarta de Geusa, Davida Gregory'ego i Billa Kriegera. Wszyscy trzej pracowali wcześniej nad oprogramowaniem do projektowania układów scalonych dla General Electric (GE). Po wycofaniu się GE z segmentu systemów elektronicznych, ich zespół został rozwiązany. Założona przez nich spółka nosiła pierwotnie nazwę Optimal Solutions, a jej siedziba mieściła się w parku naukowym Research Triangle Park, koło Durham, w stanie Karolina Północna. Rok później nazwa przedsiębiorstwa zmieniona została na obecną, a jego siedziba przeniesiona została do Mountain View, w Kalifornii. W 2022 roku przeniesiono ją do sąsiedniego Sunnyvale.
De Geus był długoletnim prezesem (CEO) przedsiębiorstwa – pełnił tę funkcję od 1994 do 2023 roku. W latach 2012–2022 stanowisko to współdzielił z Chi-Foon Chanem, jako tzw. co-CEO.
W 1992 roku akcje przedsiębiorstwa wprowadzone zostały na giełdę. Od 2017 roku spółka wchodzi w skład indeksów giełdowych S&P 500 i Nasdaq-100.